# Бабино (Львовская область)
Ба́бино (укр. Бабино) — село в Стрелковской сельской общине Самборского района Львовской области Украины.
Население по переписи 2001 года составляло 480 человек. Занимает площадь 1,005 км². Почтовый индекс — 82094. Телефонный код — 3238.
Через село протекает река Мшанец.